# Daddala rhodozona
Daddala rhodozona är en fjärilsart som beskrevs av Louis Beethoven Prout 1922. Daddala rhodozona ingår i släktet Daddala och familjen nattflyn. Inga underarter finns listade i Catalogue of Life.